# Die Wilden Fußballkerle
Die Wilden Fußballkerle ist eine Kinderbuchserie von Joachim Masannek und dem Zeichner Jan Birck. Sie handelt von 13 fußballbegeisterten Kindern, die mit ihrem Verein, den Wilden Fußballkerlen e. W. („erobern die Welt“), allerlei Abenteuer erleben. Jedes der dreizehn Bücher ist jeweils aus der Perspektive der titelgebenden Person geschrieben. Seit März 2020 erscheinen die Bücher als überarbeitete Neuausgaben und dem Reihentitel Die Wilden Kerle mit farbigen Illustrationen.

## Charaktere

### Die Wilden Kerle
- Leon, der Slalomdribbler, Torjäger und Blitzpasstorvorbereiter (Sturm, Rückennummer 13): Leon ist der Anführer der Wilden Kerle und zeichnet sich vor allem durch seinen Siegeswillen, seine Dickköpfigkeit und seine Loyalität gegenüber der Mannschaft aus. Anfangs war er deutlich stärker auf seinen persönlichen Erfolg fixiert; so wirft er Raban und Joschka im ersten Band aus dem Team, da sie seiner Meinung nach den Sieg gegen die „Unbesiegbaren Sieger“ gefährden würden, doch begreift er gegen Ende des ersten Buches, dass der Erfolg der Mannschaft seinen persönlichen noch übertrifft. Seine Loyalität gegenüber den Wilden Kerlen zeigt sich einerseits dadurch, dass er stets versucht, Mitspielern und Freunden aus misslichen Situationen zu helfen, andererseits ab Band 3 durch eine ablehnende Haltung Neuzugängen gegenüber. Sowohl Vanessa als auch Deniz oder Annika sieht er zuerst nicht in der Mannschaft, bis ihn diese jedoch mithilfe einiger Wilder Kerle von sich überzeugen. Sein großes Vorbild ist Gerd Müller, dessen Trikotnummer 13 er trägt. Sein bester Freund ist Fabi, mit dem er, Golden Twins genannt, häufig zusammen im Sturm aufläuft.

- Fabi, der schnellste Rechtsaußen der Welt (Rechtsaußen, Rückennummer 4): Fabi ist Leons bester Freund. Zusammen sind sie die Golden Twins, die Sturm- und Tormaschinerie der Wilden Kerle. Im Gegensatz zu Leon interessiert sich Fabi schon für Mädchen. Fabi wird in Band 8 vom FC Bayern angeworben, doch als er merkt, wie wichtig ihm seine Freunde von den Wilden Fußballkerlen e. W. sind, verlässt er die Bayern und durch ihn gewinnen die Wilden Kerle ein entscheidendes Spiel. Er wohnt mit seiner Mutter im Fasanengarten Nummer 4 und ist damit Nachbar von Juli und Joschka. Wenn er nervös ist, beginnt er Knockin’ on Heaven’s Door zu pfeifen.

- Marlon, die Nummer 10 (Mittelfeld, Rückennummer 10): Marlon ist Leons Bruder. Für die Mannschaft ist er das Herz, die Seele und die Intuition. Als Marlon sich in Band 10 das Kreuzband reißt, scheint für ihn seine Fußballkarriere beendet. Durch einen Trick bringen ihn schließlich die Wilden Kerle zum Teamarzt der Bayern, wo er seine Intuition wiederbekommt. In diesem Band verlieben sich Vanessa und Marlon ineinander, wollen es allerdings beide nicht zugeben.

- Raban, der Held (Ersatztorjäger, Rückennummer 99): Raban trägt eine Coca-Cola-Glas-Brille und ist ohne so gut wie blind, sodass seine feste Position die Ersatzbank ist. In Band 6 befragt er das große Fußballorakel, ob er einmal Profi wird. Er soll aber kein Profi werden, stattdessen wird er Manager der Wilden Kerle.

- Felix, der Wirbelwind (Linksaußen, Rückennummer 7): Felix ist Asthmatiker, spielt ansonsten als linker Flügelstürmer. Im Spiel gegen den FC Bayern München verhilft er den Wilden Kerlen in Band 2 zu einem Sieg.

- Jojo, der mit der Sonne tanzt (Linksaußen, Rückennummer 12): Jojo kommt aus dem Waisenhaus. Er besaß noch nicht einmal richtige Fußballschuhe und kickte in geflickten Sandalen, bis er in Band 11 richtige Schuhe geschenkt bekommt und außerdem noch lernt, dass materieller Besitz Freundschaft einfach nicht toppen kann.

- Markus, der Unbezwingbare (Torwart, Rückennummer 1): Markus wohnt in einem riesigen Haus mit Diener und Geld. Sein Vater will, dass Markus Golf und kein Fußball spielt, weswegen sich Markus heimlich zum Training schleicht.

- Juli „Huckleberry“ Fort Knox, die Viererkette in einer Person (Verteidigung, letzter Mann, Rückennummer 8): Juli spielt in der Abwehr, zudem hat er das dreistöckige Baumhaus der Wilden Kerle gebaut: Camelot, welches von Gonzo Gonzales, dem Anführer der Flammenmützen, in Band 9 zerstört und neu aufgebaut wird. In Band 4 wird Juli vom dicken Michi erpresst, aber mit Hilfe seiner Freunde entkommt er ihm und findet seinen Vater, den er seit Jahren nicht mehr gesehen hat.

- Joschka, die siebte Kavallerie (Verteidigung, allerletzter Mann, Rückennummer X): Joschka ist Julis jüngerer Bruder. An seinem 7. Geburtstag (Band 9) erobert er den Teufelstopf von den Flammenmützen zurück.

- Vanessa, die Unerschrockene (Mittelfeld, Rückennummer 5): Vanessa will die erste Frau der Männernationalmannschaft sein. Nach ihrem Umzug von Hamburg nach München (Band 3) hat sie sich nicht nur ihren Platz bei den Wilden Fußballkerlen erkämpft, sondern ist auch zusammen mit Leon und Fabi zu ihren Anführern geworden.

- Maxi „Tippkick“ Maximilian, der Mann mit dem härtesten Schuss auf der Welt (defensives Mittelfeld, Rückennummer 11): Maxi redet nicht, nicht einmal in der Schule oder am Telefon. Für ihn ist Fußball alles, doch wenn es um seine Freunde geht, dann opfert Maxi seine Freiheit und nimmt wochenlangen Hausarrest und absolutes Fußballverbot in Kauf. Dann bricht er sogar sein Schweigen.

- Deniz, die Lokomotive (Stürmer, und zwar überall, Rückennummer 18): Deniz ist ein Türke, der mit seinem knallroten Irokesenhaarschnitt und viel zu großer Motorradjacke eher wie ein Unbesiegbarer Sieger aussieht. Bei den Wilden Kerlen hat er gelernt, dass er eine Brille braucht (Band 5), dass er nicht auf sich allein gestellt ist und dass Freunde viel wichtiger sind als der persönliche Triumph.
- Rocce, der Zauberer (offensives Mittelfeld, Rückennummer 19): Rocce ist der Sohn des brasilianischen Stars Giacomo Ribaldo. Er ist abergläubisch, weswegen er an Geister, Hexen und Talismane glaubt. In Band 12 verliebt er sich in Annika.
- Annika, die Drachenreiterin (Rückennummer 17): Annika ist die Freundin von Rocce. Viel wissen die Wilden Kerle nicht über sie. Sie wissen aber, dass Annika nicht fluchen kann und ihre Eltern Angst vorm Fliegen haben.

### Wilfrieds Gang, die Fantastischen Vier
- Hadschi ben Hadschi ben Hadschi ben Hadschi: Lange Zeit war er den Wilden Kerlen nur als Obsthändler bekannt, in den Raban immer mit seinem Rad reinfuhr. Doch unter dem Obststand befindet sich der Eingang zu Hadschis Geheimerfinder-Werkstatt.

- Edgar, der Pinguin: Er ist der Butler von Markus’ Eltern, doch er hat den Wilden Kerlen schon immer geholfen. Anfangs macht er noch einen seltsamen Eindruck auf die Kerle, weil er mit französischem Akzent spricht und nach einem Codewort verlangt, bevor er sie einlässt.

- Billi, der Flugzeugpropeller-Ringelsocken-Klapperschlangen-Mann lebte mit anderen Obdachlosen unter der Brücke am Fluss, die die Wilden Kerle das Höllentor nennen. Er arbeitet jetzt in einem Biergarten und ist nun der neue Freund von Jojos Mutter. Er schenkte Jojo nigelnagelneue Fußballschuhe und ist für ihn wie ein Vater geworden.

- Willi, der Beste Trainer der Welt (Trainer) lebt im Wohnwagen hinter dem Bolzplatzkiosk. Er wollte selbst einmal Fußballprofi werden, verletzte sich jedoch am Knie. Er trainiert die Wilden Fußballkerle. Zudem hat er ein Alkoholproblem.

### Die Gegenspieler der Wilden Kerle
- Wilson „Gonzo“ Gonzales, der blasse Vampir, ist der Anführer der Flammenmützen, der Skatergang aus sieben Achtklässlern aus dem Internat „Nebelburg“.

- Der dicke Michi ist der Anführer der Unbesiegbaren Sieger. Durch den Sieg der Wilden Kerle wurde er zu ihrem Freund und half ihnen sogar, Maxi wieder auf die Beine zu bringen. Doch er wartet darauf, sich an den Kerlen zu rächen.

- Der fette Vetter ist der ältere Cousin des dicken Michi. Er wohnt in den Schwarzen Hügeln und hält sich für einen Räuberhauptmann. Seinem Namen macht er alle Ehre: Nach Julis Aussage ist der dicke Michi im Vergleich mit seinem Vetter ein Suppenkasper.

- Die Biestigen Biester sind eine Mädchenfußballmannschaft aus Hamm, die die Wilden Fußballkerle herausfordern und ihnen den Titel „Wildeste Mannschaft der Welt“ streitig machen. Doch das Endergebnis ihres Spiels ist ein 1:1, und aus diesem Grund bleiben die Wilden Kerle die „Wildeste Fußballmannschaft der Welt“.

## Bücher

### Die wilden Fußballkerle
Bisher sind 13 Bände der Wilden Kerle erschienen, wobei viele Bücher auch als Taschenbuch-Version bei dtv erhältlich sind. In Klammern dahinter jeweils das Erscheinungsdatum.
- Band 1: Leon der Slalomdribbler (03/2002), ISBN 978-3-423-70803-6
- Band 2: Felix der Wirbelwind (03/2002), ISBN 978-3-423-70804-3
- Band 3: Vanessa die Unerschrockene (05/2002), ISBN 978-3-423-70805-0
- Band 4: Juli die Viererkette (10/2002), ISBN 978-3-423-70849-4
- Band 5: Deniz die Lokomotive (11/2002), ISBN 978-3-423-70850-0
- Band 6: Raban der Held (11/2002), ISBN 978-3-423-70851-7
- Band 7: Maxi „Tippkick“ Maximilian (03/2003), ISBN 978-3-423-70892-0
- Band 8: Fabi, der schnellste Rechtsaußen der Welt (11/2003), ISBN 978-3-423-70915-6
- Band 9: Joschka, die siebte Kavallerie (2004), ISBN 978-3-423-70993-4
- Band 10: Marlon, die Nummer 10 (2004), ISBN 978-3-423-70994-1
- Band 11: Jojo, der mit der Sonne tanzt (2004), ISBN 978-3-423-71196-8
- Band 12: Rocce, der Zauberer (2005), ISBN 978-3-423-71230-9
- Band 13: Markus, der Unbezwingbare (2005), ISBN 978-3-423-71296-5

Seit März 2020 erscheinen die Bücher als überarbeitete Neuausgabe mit farbigen Illustrationen im 360 Grad Verlag. Im März 2021 erschien der Sonderband Die Wilden Kerle 5 ¾ - Juli und der Geheime Joker und im Juni 2023 der Sonderband Die Wilden Kerle – Vanessa 2. Ohne Mädchen keine Kerle.
- Band 1: Die Wilden Kerle – Leon der Slalomdribbler, 360 Grad Verlag 2020, ISBN 978-3-96185-781-4
- Band 2: Die Wilden Kerle – Felix der Wirbelwind, 360 Grad Verlag 2020, ISBN 978-3-96185-782-1
- Band 3: Die Wilden Kerle – Vanessa die Unerschrockene, 360 Grad Verlag 2020, ISBN 978-3-96185-783-8
- Band 4: Die Wilden Kerle – Juli, die Viererkette, 360 Grad Verlag 2020, ISBN 978-3-96185-784-5
- Band 5: Die Wilden Kerle – Deniz, die Lokomotive, 360 Grad Verlag 2020, ISBN 978-3-96185-785-2
- Band 6: Die Wilden Kerle – Raban, der Held, 360 Grad Verlag 2021, ISBN 978-3-96185-786-9
- Band 7: Die Wilden Kerle – Maxi „Tippkick“ Maximilian, 360 Grad Verlag 2021, ISBN 978-3-96185-787-6
- Band 8: Die Wilden Kerle – Fabi, der schnellste Rechtsaußen der Welt, 360 Grad Verlag 2022, ISBN 978-3-96185-785-2
- Sonderband Die Wilden Kerle – 5 ¾ - Juli und der Geheime Joker, 360 Grad Verlag 2021, ISBN 978-3-96185-795-1
- Sonderband Die Wilden Kerle – Vanessa 2, Ohne Mädchen keine Kerle, 360 Grad Verlag 2023, ISBN 978-3-96185-796-8

### Die Wilden Kerle 2.0
In den Jahren 2012 und 2013 erschienen zwei Bücher aus der Die Wilden Kerle Level 2.0-Serie im Baumhaus Verlag
- 2.01 Donnerschlag (2012), ISBN 978-3-8387-1635-0
- 2.02 Der flüsternde Riese (2013), ISBN 978-3-8387-2670-0

### Sonderpublikationen (Auswahl)
Neben den „Wilde Kerle“-Bänden veröffentlichte Joachim Masannek zusammen mit Erika Hauri oder Jan Birck noch zahlreiche andere Publikationen, die sich mit den Wilden Kerlen beschäftigen:

#### Filmbücher
- Wilde Kerle 1: Im Wilde-Fußballkerle-Land. Das große Filmabenteuer, Baumhaus Verlag; 1. Aufl. 2003, ISBN 978-3-8315-0349-0
- Wilde Kerle 2: Der Teufelstopf wird zum Hexenkessel! Das Filmbuch, mit Co-Autor Harald Kiesel, Baumhaus Verlag; 1. Aufl. 2005, ISBN 978-3-8339-3157-4
- Wilde Kerle 3: Die Attacke der Biestigen Biester! Das Filmbuch, mit Co-Autor Harald Kiesel, Baumhaus Verlag; 1. Aufl. 2006; ISBN 978-3-8339-3158-1
- Wilde Kerle 4: Der Angriff der Silberlichten! Das Filmbuch, SchneiderBuch 2008, ISBN 978-3-505-12502-7
- Wilde Kerle 5: Hinter dem Horizont! Das Filmbuch, Schneiderbuch, 2008, ISBN 978-3-505-12502-7

#### Posterbücher
- Wilde Kerle 2: Das Posterbuch, Baumhaus; 1. Aufl. 2005, ISBN 978-3-8339-3156-7
- Wilde Kerle 3: Das Posterbuch, Baumhaus Verlag; 1. Aufl. 2006, ISBN 978-3-8339-3159-8
- Wilde Kerle 4: Das Posterbuch, Baumhaus Verlag; 1. Aufl. 2007, ISBN 978-3-8339-3186-4
- Wilde Kerle 5: Das Posterbuch, SchneiderBuch, 2008, ISBN 978-3-505-12503-4

#### Sonstiges
- Das Wilde Fußball-Buch. Tipps – Tricks – Training – Wilde Sprüche. Baumhaus Medien, ISBN 978-3-8339-3150-5.
- Die wildesten Sprüche!. Die wilden Fussball Kerle, Baumhaus Verlag, 2005, ISBN 978-3-8339-3155-0
- Lass uns Fußball spielen. Jetzt geht’s los!, 2004, ISBN 978-3-8315-0501-2
- Die Wilden Fußballkerle. Meine Wilden Freunde, ISBN 978-3-8339-3152-9
- Die Wilden Fußballkerle. Trainingsregeln, Tipps & Tricks. Baumhaus Medien 2005, ISBN 3-8339-3154-X.
- Die wilden Fußballkerle. Das Weltmeisterschafts-Geheimnis, 2006, ISBN 978-3-8339-3176-5
- Wilde Kerle 3: Hadschi Ben Hadschis Wilde Erfindungen, Baumhaus Verlag; 1. Aufl. 2006, ISBN 978-3-8339-3177-2

## Verfilmungen
2003 verfilmte Joachim Masannek seine Buchreihe im ersten Film Die Wilden Kerle – Alles ist gut, solange du wild bist! selbst und führte, wie auch bei den folgenden Filmen, die Regie. 2005, 2006, 2007 und 2008 erschienen vier Folgefilme. Die Drehbücher wurden vor allem beim zweiten und dritten Teil umgeändert und haben nur noch wenig mit der Buchreihe zu tun. Ebenso verschwinden hier hin und wieder Mitglieder der Wilden Kerle oder tauchen wieder auf. Nach einer circa achtjährigen Pause kam 2016 der sechste Teil der Wilde Kerle-Reihe mit einer Neubesetzung in die Kinos. Die ehemaligen Darsteller haben im Film einen Cameo-/Gastauftritt.
- 2003: Die Wilden Kerle – Alles ist gut, solange du wild bist!
- 2005: Die Wilden Kerle 2 – Alles ist gut, solange du wild bist!
- 2006: Die Wilden Kerle 3 – Die Attacke der Biestigen Biester!
- 2007: Die Wilden Kerle 4 – Der Angriff der Silberlichten
- 2008: Die Wilden Kerle 5 – Hinter dem Horizont
- 2012–2014: Die Wilden Kerle – Animationsserie in zwei Staffeln (26 × 24 Minuten)[2]
- 2016: Die wilden Kerle – Die Legende lebt!

## Videospiele
- Die Wilden Fussballkerle: Im Wilde Kerle Land (PC)
- 2003: Die Wilde Fußball Kerle: Abenteuer in den Graffitiburgen (PC)
- 2006: Die Wilden Fussballkerle: Alles ist gut, solange du wild bist (PC)
- 2006: Die wilden Fussball Kerle: King Michi im Wilde Kerle Land (PC)
- 2007: Die Wilden Fussballkerle: Die Schwarze Fahne (PC)
- 2007: Die wilden Fußballkerle: Gefahr im Wilde Kerle Land (GBA)
- 2008: Die Wilden Kerle 5 – Hinter dem Horizont (PC)

## Podcast
Ab dem Jahr 2020 produzierte Joachim Masannek einen Wilde-Kerle-Podcast. Darin lädt er sich Cast und Crew der sechs Verfilmungen ein und spricht mit ihnen zusammen über die Dreharbeiten, Geschichten und Wahrheiten hinter den Wilden Kerlen. Bisher gab es 36 Episoden im Zeitraum zwischen April 2020 und Januar 2021 zu hören.